# FB-DIMM
FB-DIMM sta per Fully Buffered DIMM e si tratta di una specifica sviluppata da Intel e da una serie di partner per le memorie RAM da utilizzare in ambito enterprise (tipicamente sui server). L'esigenza delle memorie FB-DIMM nasce dalla volontà di semplificare il design delle motherboard per questo genere di applicazioni, riducendo il numero di pin di contatto e quindi permettendo l'utilizzo di un più elevato numero di slot memoria sulla scheda madre.

## Caratteristiche tecniche
A differenza delle tradizionali memorie utilizzate precedentemente, le memorie FB-DIMM hanno architettura seriale: un buffer, chiamato Advanced Memory Buffer (AMB) converte il design parallelo dei moduli RAM in un protocollo di trasmissione seriale, che stabilisce connessioni punto-punto tra il controller e il modulo. L'AMB gestisce anche i segnali, sia di dati che di indirizzo e di controllo, con la conseguenza che la connessione tra differenti moduli memoria FB-DIMM è indipendente dalla connessione dei chip DRAM tra di loro. Grazie a questo, il numero di pin di contatto richiesto da questa tipologia di memoria passa dai 240 dei chip DDR2 a solo 69. Questo significa che se su una scheda madre vengono montati 4 Slot di memoria DDR2, vengono richieste circa 1.000 linee di segnale; con lo stesso numero di linee è invece possibile utilizzare ben 14 Slot memoria FB-DIMM, a parità di complessità nel layout della scheda. D'altro canto, vale anche il discorso duale: a parità di numero di Slot di memoria montati sulla scheda madre, adottando memoria FB-DIMM si ottiene una generale semplificazione del design, con una inferiore complessità nel routing dei segnali.

## Utili solo in ambito server
L'ambito di utilizzo di queste memorie è quello delle soluzioni workstation e server. Il principale vantaggio delle memorie FB-DIMM in questo contesto applicativo è infatti quello di permettere l'utilizzo di un elevato quantitativo di slot di memoria, a tutto vantaggio del quantitativo complessivo di memoria utilizzabile nel sistema. Per ragioni di costo e di complessità non ne si prevede l'utilizzo in contesti desktop: del resto, il principale vantaggio delle memorie FB-DIMM è quello di permettere l'utilizzo di un elevato numero di Slot di memoria, a tutto vantaggio del quantitativo massimo di memoria utilizzabile. Con moduli memoria DDR2 che attualmente raggiungono i 2 GB di capacità è evidente come un maggior numero di Slot memoria rispetto ai 3-4 mediamente presenti resterebbe inutilizzato in PC desktop. Le prime piattaforme Xeon DP che hanno supportato le memorie FB-DIMM sono state Bensley, basata sul chipset Blackford, e Glidewell basata sul chipset Greencreek. Entrambe forniscono supporto al nuovo tipo di memoria insieme ai processori Xeon DP basati su core Dempsey, Woodcrest e Clovertown.

## Intel pronta ad abbandonare FB-DIMM?
Intel ha annunciato che la futura famiglia di chipset i5100, conosciuta con il nome in codice di San Clemente e parte della piattaforma server a due vie (Xeon DP) Cranberry Lake, supporterà memorie registered DIMM (ovvero DDR-2 ECC) anziché le memorie FB-DIMM.
Dato che con la serie di processori Nehalem, inoltre, Intel introdurrà il controller della memoria RAM integrato (come già fatto da AMD con i processori Athlon 64), è possibile che il supporto alle memorie FB-DIMM da parte di Intel possa terminare entro un anno.
Attualmente, oltre ad Intel, solamente Sun Microsystems adotta memorie FB-DIMM per le proprie soluzioni server e i prezzi di questo tipo di memorie restano superiori rispetto a quelli di memorie DIMM ECC tradizionali, ma le migliorie in termini prestazionali non sono tali da giustificarne il costo superiore.